# Eddie Dowling
Eddie Dowling, pseudonimo di Joseph Nelson Goucher (Woonsocket, 11 dicembre 1889 – Smithfield, 18 febbraio 1976), è stato un attore, produttore teatrale e scrittore statunitense.

## Biografia
Quattordicesimo di diciassette figli nati da Charles Goucher, un operaio tessile di origine franco-canadese e da Bridget Mary Dowling di discendenza irlandese, Eddie Dowling dovette ben presto imparare a guadagnarsi la vita.
Iniziò la sua carriera nel vaudeville e dopo varie esperienze in vari settori si avvicinò all'attività drammatica e arrivò ai suoi primi successi quando partecipò alle Ziegfeld Follies of 1919, assieme a Will Rogers.
Successivamente lavorò a Hollywood come attore e soggettista e si affermò definitivamente a Broadway come coautore assieme a Cyrus Woods, della commedia musicale Sally, Irene and Mary (1933).
Passato alla produzione, ottenne un importante successo e consenso con Shadow and Substance (L'ombra e la sostanza, 1938) di Paul Vincent Carroll.
Continuò parallelamente l'attività di interprete, in particolare, la caratterizzazione del personaggio di Joe in The Time of Your Life (I giorni della vita, 1939) di William Saroyan.
Nel dopoguerra è ricordato soprattutto per significativi allestimenti quali quello di The Glass Menagerie (Lo zoo di vetro, 1945) di Tennessee Williams, e The Iceman Cometh (Viene l'uomo del ghiaccio, 1945) di Eugene O'Neill.

## Teatro
- Ziegfeld Follies of 1919 (1919);
- Sally, Irene and Mary (1933);
- Shadow and Substance (L'ombra e la sostanza, 1938);
- The Time of Your Life (I giorni della vita, 1939);

### Produzioni
- The Glass Menagerie (Lo zoo di vetro, 1945);
- The Iceman Cometh (Viene l'uomo del ghiaccio, 1945).